# Nibulon
Nibulon (Нібулон) er et ukrainsk landbrugselskab, der er specialiseret i produktion og eksport af korn og andre frø. De har hovedkvarter i Mykolajiv. De har egne skibe og skibsværft.
Virksomheden blev etableret i 1991 som et joint venture mellem forretningsmanden Oleksiy Vadaturskyi og ungarske KOMBISEED KFT og britiske Meridian Commodities Ltd.